# Nitro Rush
Nitro Rush é un film canadese del 2016 diretto da Alain DesRoches. Sequel del film Nitro.

## Trama
Anni dopo, Max, dopo la morte della moglie si trova in prigione per scontare la sua pena per omicidio preterintenzionale, fino a quando scopre che suo figlio Theo é coinvolto in un'organizzazione criminale per il traffico di droga e Max farà di tutto per salvarlo.